# وامبت
وامبَت (به انگلیسی: Wombat) یا تمپلتُن ها پستانداران کیسه داری با پاهای کوتاه هستند که نزدیک‌ترین خویشاوند آن‌ها کوآلا است. اما وامبت‌ها، برخلاف کوآلاها، فقط بر روی زمین زندگی می‌کنند و نقب می‌زنند. هر وامبت معمولی، چندین نقب دارد که ممکن است وامبت‌های دیگر را در آن شریک کند؛ اما هر وامبت در منطقه مخصوص خودش غذا می‌خورد.
وامبت‌ها، شب‌ها فعالیت می‌کنند و برای خوردن علف یا ریشه درختان و بوته‌ها بیرون می‌آیند. آن‌ها ممکن است برای یافتن غذا، مجبور باشند چند کیلومتر راه بروند.
وامبت‌ها در ۳ گونه مختلف دسته‌بندی می‌شوند. آن‌ها تنها یک بچه به دنیا می‌آورند که دوره زندگی این بچه در کیسه، حدود ۶ ماه است. بچه تا حدود ۱۱ ماه یا بیشتر، پیش مادرش می‌ماند.

## شرایط فیزیکی
طول سر و بدن وامبت‌ها، تا ۱۱۵ سانتیمتر و وزن آن‌ها تا ۳۹ کیلوگرم می‌رسد. پوست قسمت عقب بدن وامبت‌ها بسیار ضخیم است و به همین دلیل آن‌ها در هنگام حمله دشمن، پشت خود را به طرف مهاجم می‌گیرند (در حالت دفاعی با پاهای عقب خود نیز به مهاجم ضربه می‌زنند). طول عمر وامبت‌ها، در طبیعت ۱۵ سال و در اسارت ۲۰ تا ۳۰ سال می‌باشد. طولانی‌ترین عمر ثبت شده ۳۴ سال بوده‌است. مدفوع این حیوان به شکل مکعب مربع است و با مدفوع خود، قلمروشان را مشخص می‌کنند همچنین مربعی و صاف بودن آن به جای دایره‌ای بودن، باعث می‌شود تا مدفوع در منطقه موردنظر خود باقی بماند.

## پراکندگی

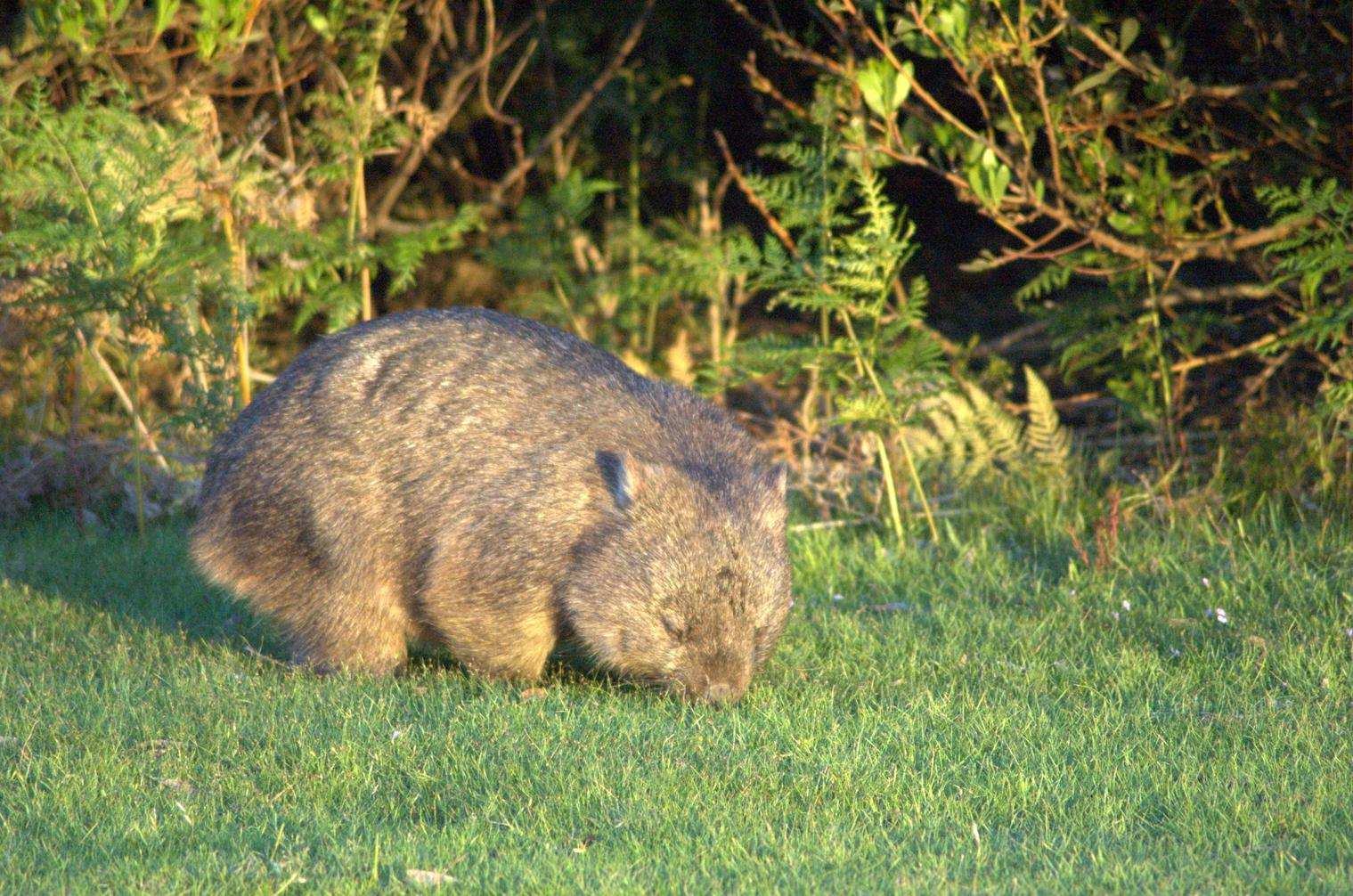
وامبت تاسمانی در پارک ملی تاسمانیا

وامبت‌ها مانند کوآلاها، در استرالیا دیده می‌شوند و محل زندگی آن‌ها ایالت‌های آدلاید، نیو ساوت ولز، تاسمانی، ویکتوریا و چمنزارهای سیدنی و ملبورن است.

## حفاظت
تمامی گونه‌های وامبت‌ها در تمام ایالت‌ها تحت محافظت هستند. وامبت بینی مودار شمالی در خطر انقراض است و فقط در دو منطقه از ایالت کوینزلند دو جمعیت وحشی از آن باقی مانده است. بیشترین خطری که این موجودات را تهدید می‌کند جمعیت کم آنها، شکار توسط سگهای وحشی، رقابت برای غذا به دلیل چرای بی‌رویه گاو و گوسفند و بیماری‌ها می‌باشد.

## رده‌بندی
- تیره وامبتیان
  - سرده وامبت‌ها
    - وامبت معمولی، Vombatus ursinus

  - سرده وامبت بینی‌مودار
    - وامبت بینی‌مودار جنوبی، Lasiorhinus latifrons
    - وامبت بینی‌مودار شمالی،Lasiorhinus krefftii

  - سرده †Rhizophascolomus
  - سرده †Phascolonus
  - سرده †Warendja
  - سرده †Ramasayia

## نگارخانه

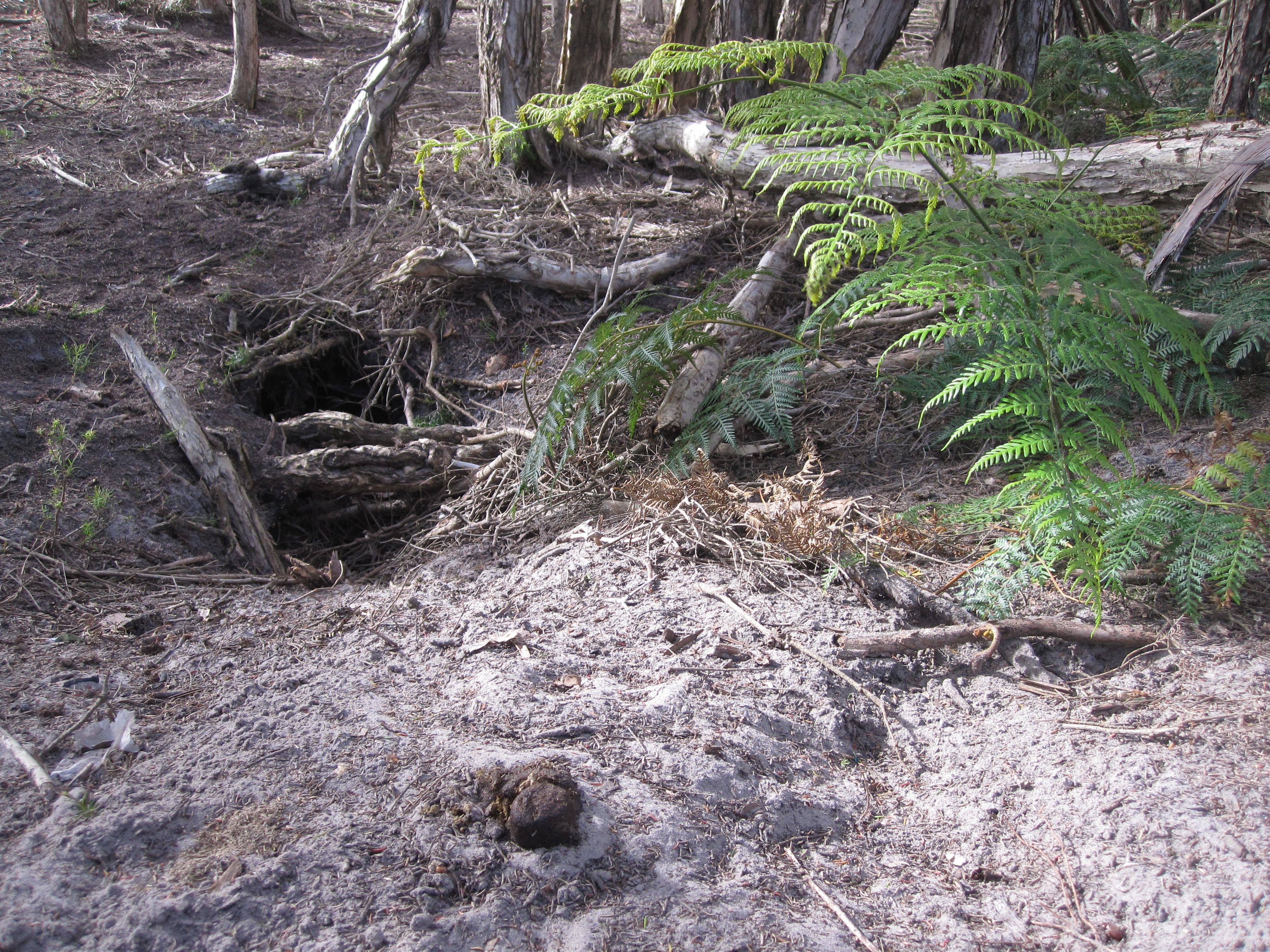
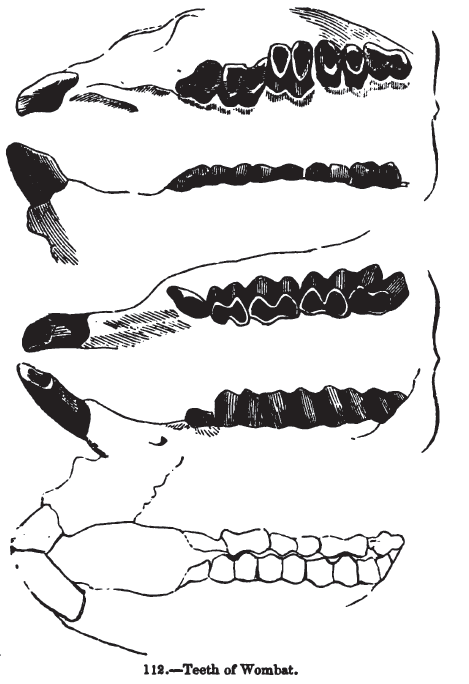
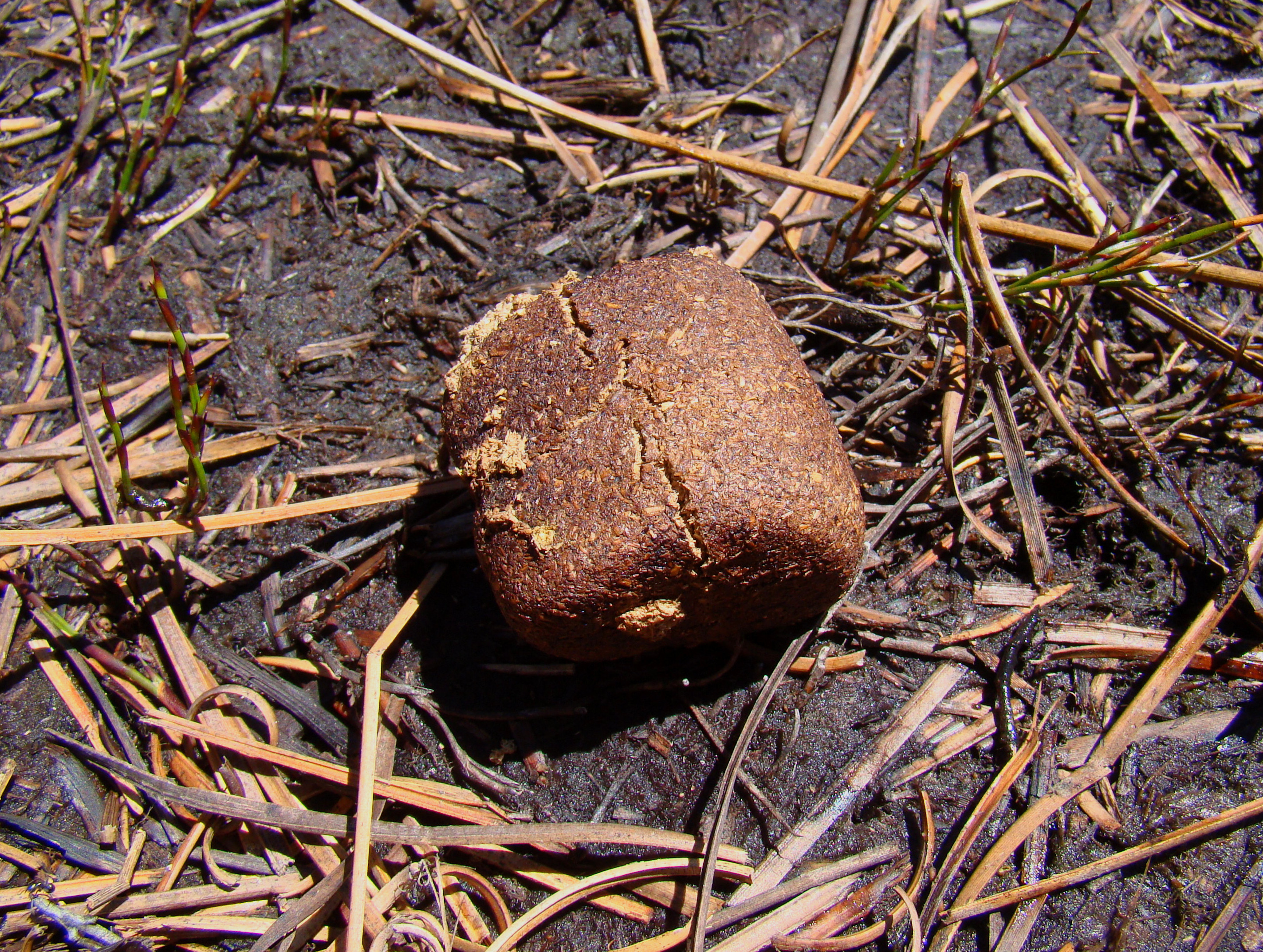
مدفوع مکعبی وامبت
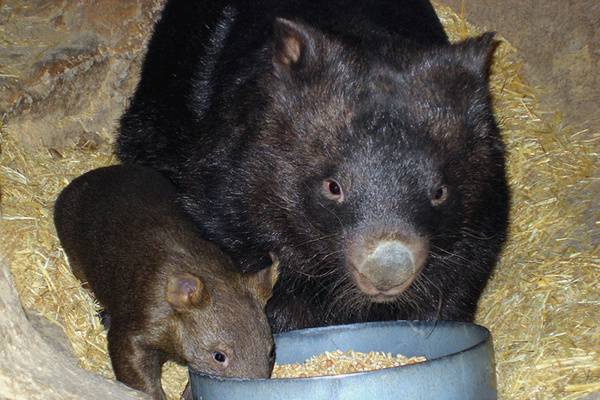
یک وامبت مادر و فرزندش